# Jane Naana Opoku-Agyemang
Jane Naana Opoku Agyemang (sinh ngày 22 tháng 11 năm 1951 tại Cape Coast, Ghana)  là cựu Bộ trưởng Giáo dục tại Ghana. Bà được Tổng thống John Mahama bổ nhiệm vào năm 2013 sau cuộc tổng tuyển cử Ghana năm 2012 và phục vụ cho đến tháng 1 năm 2017 khi chính quyền của bà Nana Akuffo-Addo được bầu lên nắm quyền. Cô là thành viên của Đại hội Dân chủ Quốc gia.
Giáo sư Opoku-Agyemang, cựu Phó hiệu trưởng Đại học Cape Coast, Ghana, là nữ Phó hiệu trưởng đầu tiên của một trường đại học nhà nước ở đất nước Ghana. Cô tham gia vị trí này vào ngày 1 tháng 10 năm 2008, kế nhiệm Emmanuel Addow-Obeng.

## Tiểu sử
Sinh ngày 22 tháng 11 năm 1951 tại Cape Coast, Ghana, Naana Jane Opoku-Agyemang đã từng theo học tại trường trung học nữ Anh giáo tại trường nữ sinh Koforidua và Aburi Presby. Sau đó cô học trung học tại Trường trung học nữ Wesley ở Cape Coast từ năm 1964 đến 1971. Cô đã hoàn thành bằng B.Ed. (Hons) bằng tiếng Anh và tiếng Pháp tại Đại học Cape Coast năm 1977 và lấy bằng Thạc sĩ và Tiến sĩ tại Đại học York ở Toronto, Ontario, Canada vào năm 1980 và 1986.
Giáo sư Opoku-Agyemang giảng dạy và làm việc tại Đại học Cape Coast, bắt đầu từ năm 1986. Cô đã từng giữ nhiều vị trí học tập khác nhau, bao gồm Trưởng khoa tiếng Anh, Trưởng khoa Nghệ thuật, Warden of Adehye Hall, Valco Trust Fund Post-Grad Hostel, và Trưởng khoa nghiên cứu và nghiên cứu sau đại học. Từ năm 1997, cô đã giữ vị trí Giám đốc học thuật của Trường đào tạo quốc tế về lịch sử và văn hóa của cộng đồng người châu Phi. Từ 2008-2012, cô là Phó hiệu trưởng của trường đại học này.